# Lublins vojvodskap (1975–1998)
Lublins vojvodskap (polska Województwo lubelskie) var åren 1975–1998 ett vojvodskap i östra Polen. Huvudstad var Lublin. 

## Städer
- Lublin – 355 500
- Puławy – 50 971
- Świdnik – 43 454
- Kraśnik – 35 500
- Lubartów – 23 579
- Łęczna – 21 689
- Dęblin – 17 890
- Poniatowa – 10 012
- Ryki – 9 734
- Opole Lubelskie – 8 900
- Bychawa – 5 480

## Befolkningsutveckling
| År       | 1975    | 1980    | 1985    | 1990      | 1995      | 1998      |
| Invånare | 885 000 | 935 200 | 985 400 | 1 016 400 | 1 026 700 | 1 027 300 |